# Letras Nómadas
A Letras Nómadas - Associação de Investigação e Dinamização das Comunidades Ciganas é uma associação sem fins lucrativos, criada em 2013, dedicada à promoção da educação e da empregabilidade das comunidades ciganas em Portugal, bem como à formação nas áreas da cultura e história ciganas. 
Em 2020, era presidida por Olga Mariano; a vice-presidência era assegurada por Bruno Gonçalves.
Em novembro de 2018, recebeu a medalha de ouro do Prémio Direitos Humanos atribuído pela Assembleia da República portuguesa. Foi a primeira associação de pessoas ciganas a conseguir esse reconhecimento.